# Coeur d'Alene, Idaho
Coeur d'Alene este sediul comitatului Kootenai (conform originalului din engleză, Kootenai County), unul din cele 44 de comitate ale statului american Idaho. Populația fusese de 44.137 de locuitori la recensământul din 2010.
1. ↑  2010 U.S. Gazetteer Files, accesat în 9 iulie 2020